# Porphyrie aiguë intermittente
 Mise en garde médicale
La porphyrie aiguë intermittente est la plus fréquente des porphyries hépatiques. C'est une forme sévère de porphyrie hépatique.
Elle affecte principalement les viscères et le système nerveux central et autonome. Les manifestations de cette maladie sont intermittentes et menacent quelquefois la vie du patient.

## Cause
Il s'agit d'une mutation du gène HMBS situé sur le chromosome 11 codant la porphobilinogène déaminase. Cette enzyme intervient dans la synthèse de l'hème et son déficit entraîne une accumulation de ses précurseurs. La maladie est à transmission autosomique dominante avec une très faible pénétrance.
Les lésions neurologiques seraient dues à l'accumulation d'acide 5-aminolévulinique qui serait toxique pour les neurones.

## Incidence et prévalence
Cette maladie se rencontre surtout en Suède avec une prévalence de 1 sur 10 000 (avec une fréquence augmentée au nord de ce pays, probablement due à la diffusion d'une famille porteuse) et en Angleterre. La prévalence européenne est de 1 sur 75 000 et elle peut monter à un sur 500 chez les malades atteints de troubles psychiatriques. En France, la mutation est identifiée dans un cas sur 1600 personnes.
Le philosophe Jean-Jacques Rousseau aurait souffert de cette porphyrie hépatique.

## Description
La porphyrie aiguë intermittente est souvent déclenchée par la prise d'alcool, de barbituriques, stéroïdes (médicaments activateur du cytochrome p450). Les régimes amaigrissants, le stress, les voyages ainsi que les variations hormonales de la femme sont aussi retrouvés comme facteur déclenchant.
Les premières manifestations apparaissent à la puberté, deviennent plus fréquentes après la quarantaine et atteignent plus souvent les femmes que les hommes.
Le retour à un état normal peut prendre quelques jours à quelques mois sans traitement.
Les crises débutent par une anxiété, un mal-être, une insomnie.
Les douleurs abdominales sont la manifestation la plus fréquente de la maladie et sont souvent le premier signe évocateur d'une porphyrie aiguë intermittente. Les autres signes digestifs d'accompagnement sont les nausées, vomissements, constipation ou diarrhée, iléus paralytique, rétention urinaire ou incontinence urinaire.
L'atteinte du système nerveux se manifeste par une faiblesse musculaire des jambes et des bras. Les nerfs crâniens sont aussi atteints. Cela peut aller jusqu'à une tétraplégie, comportant un risque vital (troubles de la respiration), pouvant être plus ou moins réversible. Il peut exister des convulsions.
Les signes psychiatriques sont fréquents comprenant hystérie, dépression, phobie, psychose, délire ou coma.

## Diagnostic
L'examen clinique est sans particularité.
Les radiographies de l'abdomen sont normales ou peuvent montrer un iléus (paralysie du tube digestif se manifestant sur le cliché par la présence de quelques « niveaux liquides »).
Les examens biologiques de base peuvent montrer les conséquences de l'atteinte digestive avec une augmentation du taux de la créatinine témoignant d'une insuffisance rénale débutante secondaire à une certaine déshydratation, un taux de sodium diminué (hyponatrémie).
Le diagnostic est fait par la mesure du taux de la porphobilinogène dans les urines, qui est fortement augmenté. Le dosage peut être normal en dehors des crises.

## Évolution
L'évolution est extrêmement variable d'un individu à l'autre, certains pouvant avoir des crises fréquentes et invalidantes, d'autres de très rares crises.
Le nombre de crises est le plus souvent réduit avec un retour intégral à la normale mais il peut persister des symptômes dans les formes sévères.
Les personnes atteintes ont un risque accru d'hypertension artérielle, de cancer du foie ou d'insuffisance rénale.

## Traitement et prise en charge
Les médicaments possiblement responsables du déclenchement de la crises doivent être évités.
Le traitement symptomatique consiste en la prescription d'antalgiques (pouvant aller jusqu'aux morphiniques) et de neuroleptiques comme la chlorpromazine. Une réhydratation et une renutrition doivent être associées. En cas de paralysie mettant en jeu la fonction respiratoire, une mise sous ventilation artificielle peut être nécessaire.
Le traitement spécifique repose sur l'administration d'hème en perfusion. Cet hème peut être sous la forme d'une solution stabilisée par l'arginine ou sous forme lyophylisée. Toutefois, il existe des arguments pour dire que la perfusion d'hème induit une inflammation au niveau du foie, ce qui pourrait favoriser la récurrence des crises.
Chez les formes sévères et particulièrement récidivantes, l'administration d'hème ou d'équivalents d'hormones gonadotrophines chorioniques peut être proposée. Une transplantation hépatique peut être discutée.

### Pistes de recherche
Des essais de thérapie génique ont été faits, sans résultats concluants.
Le givosiran, un ARN interférent ciblant l'ALAS1, administré de manière mensuelle, permet une réduction importante du nombre de crises ainsi que les signes associés à la maladie.